# DS美文字トレーニング
『DS美文字トレーニング』（ディーエスびもじトレーニング）は、2008年3月13日に任天堂が発売したニンテンドーDS専用ソフト。専用の筆型タッチペン「美文字筆」が1本同梱される。一般財団法人日本書写技能検定協会準拠、原田幹久監修。Touch! Generationsシリーズのひとつ。
ジャンルは手書き文字を学ぶための「美文字習得ソフト」。ニンテンドーDS本体を本を開くように縦に持ってプレイする。タッチペンを用いて画面に書いた文字をソフトが採点・添削し、良い部分と悪い部分について解説を見ることができる。デザインや音楽、効果音などは和様で統一されている。
2006年2月15日に行われた「ニンテンドーDS カンファレンス! 2006.春」で発表され、当初は2007年の夏に発売を予定していた。

## 内容

### 毎日美文字トレーニング
毎日さまざまな文字を書いて、美文字力を鍛えていくモード。
美文字力測定
ランダムに出題される5つの文字を、手本無しで書いて文字を採点し8段階の「美文字力」を判定する。
トレーニング
文字の外形や左右のバランスなど各テーマごとに美しい文字を書く上でのポイントを学べる「基本のコツトレーニング」、毎日2種類のジャンルの言葉を練習できる「日替わりトレーニング」、年賀状や暑中見舞いなど実用語の練習ができる「実用語練習」、自分で登録した例文の練習ができる「自由に練習」、浮世絵風に描かれた富士山に模された「文字山」を舞台に、収録されている3099文字の全制覇に挑戦する「全文字挑戦」というモードがある。
楽がき書斎
週替わりで出されるさまざまなお題にそって筆で書いたような線で絵や文字などを書く「お題で楽がき」、自由に枠内に絵や文字を書いて作品を作ることができる「自由に楽がき」、各個人データに保存されている作品を鑑賞することができる「みんなの楽がき展」というモードがある。
記録
これまでに「美文字力検定」で認定された美文字力が折れ線グラフで表示される。
設定
練習中のBGMの設定や名前、利き手の変更、個人データの消去ができる。

### お手軽版
個人データの登録がなくても、お手軽に美文字力を測定したり、文字を書くトレーニングをすることができるモード。
お手軽美文字力測定
個人データの登録なしに、現在の美文字力を測定できるモード。
お手軽美文字トレーニング
個人データのの登録なしに、日替わりで出題されるさまざまな文字を書いてトレーニングができるモード。

### みんなで美文字
1台のニンテンドーDS本体を使って対戦するモード。
みんなで美文字力くらべ
2～4人まで対戦できる。それぞれのプレイヤーが同じ文字を書いて美文字力を競い、3文字書き終わった時点で最も総合順位が高いプレイヤーが勝ち。
みんなで書き順あて
2～6人まで対戦できる。1つの文字の書き順を順番に当てて正解数を競い、3問終わった時点で最も正解数が多かったプレイヤーが勝ち。

### 美文字辞典
文字に関するさまざまな情報を見ることができるモード。
お手本辞典
文字を入力すると、お手本を見ることができる。
お手本の補足事項
このソフトのお手本や書き順などについて、詳しい説明をみることができる。
書体の小辞典
日本語の書体に関する情報や、字体による文字の違いなどをみることができる。
漢字成り立ち辞典
漢字の成り立ちについてさまざまな情報を見ることができる。